# Hölgyválasz – Én táncolnék veled
A Hölgyválasz – Én táncolnék veled (eredeti címén Shall we ダンス?, azaz Shall we danszu?; a félig angol, félig japán cím jelentése: Táncolunk?) egy 1996-ban bemutatott japán film Szuo Maszajuki rendezésében. A mű az 1990-es évek Japánjában játszódik, amikor a társadalom többsége idegenkedve, gyanakodva tekintett a japán viselkedéskultúrától eléggé idegen nyugati stílusú társastáncra. Ebbe a környezetbe helyezi el a főszereplőt, aki egy sokat dolgozó, rendezett életet élő férfi, aki egyszer csak hirtelen úgy dönt: csatlakozik egy tánciskolához, ezt pedig saját családja előtt is titokban tartja.
Az alkotás többet is elnyert japán filmakadémiai díjak közül, győzött például a legjobb film kategóriában is.

## Cselekmény
|  | Alább a cselekmény részletei következnek! |

Szugijama egy sokat dolgozó, rendezett életet élő férfi, aki 28 évesen megházasodott, két év múlva megszületett lánya, most pedig, 40 éves korára megvásárolta a házat, ahol laknak. Minden reggel korán munkába megy, ahol egy irodában dolgozik, majd este későn ér haza. Látszólag minden jól megy vele kapcsolatban, ám néha kezdi úgy érezni, valami hiányzik az életéből. Egyik nap egy vasútállomáson az ablakon kinézve meglát egy emeletes épületet, amelynek ablakán egy szép, fiatal nő nézeget kifelé. Az épület egy olyan tánciskola, ahol nyugati stílusú társastáncot oktatnak, ez pedig a japán társadalomtól eléggé idegen volt akkoriban. Ennek ellenére Szugijama, akinek nagyon megtetszett az ablakban látott nő, hamarosan úgy dönt, csatlakozik a tánciskolához. Ezt azonban igyekszik titokban tartani mind munkahelyén, mind otthon.
A tánciskolában találkozik is a fiatal nővel, Maival, ám „szerencsétlenségére” nem ő, hanem egy idősebb (viszont rendkívül kedves) hölgy, Tamako lesz az oktatója neki és két másik kezdő társának. Megismerik még a haladóbb szinten táncoló, igen szókimondó stílusú, középkorú, teltkarcsú nőt, Tojokót is, valamint egy különös hajviseletű férfit, aki a latin táncok mestere. Egy alkalommal azonban az illetőnek leesik a parókája, és Szugijama ekkor ismeri fel, hogy ez a táncos nem más, mint egyik munkatársa, Aoki. Először mindketten megrémülnek, hogy kiderült a titkuk, hiszen a táncolást még mindig szégyenletesnek tartják munkatársaik előtt, de végül éppen e közös titkuk miatt jól össze is barátkoznak.
Otthon eközben Szugijama felesége egyre nyugtalanabb lesz, mert észreveszi, hogy férje szerdánként később ér haza, ráadásul ruháin női illatszerek nyomát fedezi fel. Mivel nem meri őszintén megkérdezni a férfit ennek okáról, ezért magánnyomozókat bíz meg, akik kiderítik, hogy hova jár a férj, de egyben meg is nyugtatják a feleségét, hogy nem megcsalásról van szó.
Szugijama lassan, nehezen tanulja a lépéseket, de azért ahogy telik az idő, mégiscsak halad előre. Nem feledi közben azt sem, hogy miért is csatlakozott az iskolához: Mai miatt. Egy alkalommal nagy elhatározást tesz: este az utcán az iskolaépület közelében megvárja Mait, és megkérdezi, nem akar-e vele vacsorázni. A nő azonban elutasítja, mondván, hogy tanítványokkal nem tart fenn magánjellegű kapcsolatot, és őszintén megmondja azt is, hogy ha a férfi miatta kezdett el táncolni, akkor jobb, ha inkább abbahagyja az egészet. Most és a későbbiekben kiderül Mairól, hogy ő egy professzionális táncos, aki a világ egyik leghíresebb táncversenyén, a blackpooli táncfesztiválon egészen az elődöntőig is eljutott pár éve, de ott hibáztak, kiestek, és partnere emiatt szakított is vele, apja pedig nem hagyta új partnert keresni, hanem azt várta el tőle, hogy ebben a kis iskolában tanítson.
A tánciskola következő időszaka úgy telik, hogy a kis csapat egy nagy versenyre készül: Tojoko ugyanis részt vesz a Japán Amatőr Táncszövetség versenyén. Ehhez azonban jó partnerre lenne szüksége, de az egyetlen hozzáillő pár, Aoki csak a latin táncokban jó, a többiben nem. Ezért úgy döntenek, hogy az időközben sokat fejlődött Szugijama lesz az, aki a többi táncban fellép majd Tojokóval. Tamako és Mai együtt tanítják őket, eközben pedig egyre erősödik a csapat tagjai közötti bizalom és összetartás. Mai és Szugijama is közelebb kerülnek egymáshoz, és a nő még azt is bevallja, hogy ő maga is sokat tanult ezen időszak alatt (többek között Szugijamának köszönhetően) arról, hogy a táncban ne csak önmagára figyeljen.
Végül elérkezik a verseny napja, ahol a Tojoko–Aoki páros a latin táncokból álló első fordulón túl is jut, majd új számok következnek, ahol a nő már Szugijamával lép fel. Csakhogy a magánnyomozók ezt a versenyt is Szugijama feleségének tudomására hozták, aki ezért lányával titokban beül a közönség soraiba, sőt, a lány, amikor meglátja, hogy apja milyen jól táncol, még oda is kiált neki. Szugijama figyelme ekkor teljesen szétesik: elkezdi keresni, hogy ki és hol kiáltott, ennek pedig az lesz a vége, hogy ütköznek egy másik párral, sőt, még Tojoko szoknyájának szélére is rálép, amitől az szét is szakad. A botrány után otthon őszintén elbeszélget feleségével, és úgy dönt, teljesen abbahagyja a táncot.
Hamarosan azonban megérkezik a hír: Mai újra fel akar lépni a blackpooli versenyen, ezért Angliába költözik, és búcsúbált tart, amelyre Szugijamát is várja. Ő azonban ragaszkodik elhatározásához, hogy nem táncol többet, ezért amíg a bál tart, inkább beül egy játékterembe. Hazafelé azért még a tánciskola melletti állomáson kinéz az ablakon, és meglátja, hogy ott, ahol korábban Mait szokta látni az ablakban, most egy hatalmas felirat díszeleg, utalva egyik kedves zeneszámuk címére is: „Táncolunk, Szugijama szan?” Ez olyan erős érzelmeket kavar fel benne, hogy nem képes ellenállni, és elrohan a bálra, amely már a végéhez közelít, és ahol barátai hiába várták eddig. Éppen akkor érkezik meg, amikor Mai búcsútánca kezdődne, és a nőnek párt kellene választania magának: természetesen az utolsó pillanatban berohanó Szugijamát választja.
|  | Itt a vége a cselekmény részletezésének! |

## Szereplők
- Jakuso Kódzsi ... Szugijama
- Kuszakari Tamijo ... Mai
- Kuszamura Reiko ... Tamako
- Takenaka Naoto ... Aoki
- Vatanabe Eriko ... Tojoko
- Hara Hideko ... Szugijama felesége
- Nakamura Ajano ... Szugijama lánya

## Újrafeldolgozás
2004-ben az eredeti film feldolgozásával egy nagyon hasonló történetű, ám kissé más stílusú amerikai vígjáték is készült Hölgyválasz címmel. A Chicagóban játszódó mű főszereplői Richard Gere, Jennifer Lopez és Susan Sarandon. Ez az új film nem nyert díjakat, és az IMDb-n is alacsonyabb értékelést kapott, mint az eredeti japán változat.

## Díjak és jelölések
| 1997 | A japán filmakadémia díja                   | Legjobb film                   |                   | Elnyerte |
| 1997 | A japán filmakadémia díja                   | Legjobb férfi színész          | Jakuso Kódzsi     | Elnyerte |
| 1997 | A japán filmakadémia díja                   | Legjobb színésznő              | Kuszakari Tamijo  | Elnyerte |
| 1997 | A japán filmakadémia díja                   | Legjobb férfi mellékszereplő   | Takenaka Naoto    | Elnyerte |
| 1997 | A japán filmakadémia díja                   | Legjobb női mellékszereplő     | Vatanabe Eri      | Elnyerte |
| 1997 | A japán filmakadémia díja                   | Legjobb rendező                | Szuo Maszajuki    | Elnyerte |
| 1997 | A japán filmakadémia díja                   | Legjobb forgatókönyv           | Szuo Maszajuki    | Elnyerte |
| 1997 | A japán filmakadémia díja                   | Legjobb operatőr               | Kajano Naoki      | Elnyerte |
| 1997 | A japán filmakadémia díja                   | Legjobb világítás              | Oszada Tacuja     | Elnyerte |
| 1997 | A japán filmakadémia díja                   | Legjobb szerkesztés            | Kikucsi Dzsunicsi | Elnyerte |
| 1997 | A japán filmakadémia díja                   | Legjobb művészeti rendezés     | Heja Kjóko        | Elnyerte |
| 1997 | A japán filmakadémia díja                   | Legjobb zene                   | Szuó Josikazu     | Elnyerte |
| 1997 | A japán filmakadémia díja                   | Legjobb hang                   | Jonejama Kijosi   | Elnyerte |
| 1997 | A japán filmakadémia díja                   | Legjobb új színész             | Kuszakari Tamijo  | Elnyerte |
| 1997 | A japán filmakadémia díja                   | Legjobb női mellékszereplő     | Kuszamura Reiko   | Jelölés  |
| 1997 | Bostoni filkritikusok díja                  | Legjobb nem angol nyelvű film  |                   | 2. díj   |
| 1998 | Broadcast filmkritikusi díj                 | Legjobb nem angol nyelvű film  |                   | Elnyerte |
| 1998 | Chicagói filmkritikusok díja                | Legjobb nem angol nyelvű film  |                   | Elnyerte |
| 1998 | Chlotrudis-díj                              | Legjobb férfi színész          | Jakuso Kódzsi     | Jelölés  |
| 1998 | Chlotrudis-díj                              | Legjobb film                   |                   | Jelölés  |
| 1997 | Clevelandi nemzetközi filmfesztivál         | Legjobb film                   |                   | Elnyerte |
| 1998 | Délkeleti filmkritikusok szövetségének díja | Legjobb nem angol nyelvű film  |                   | Elnyerte |
| 1998 | Floridai filmkritikusok díja                | Legjobb nem angol nyelvű film  |                   | Elnyerte |
| 1998 | Genti nemzetközi filmfesztivál              | Külön említés                  | Szuo Maszajuki    | Elnyerte |
| 1996 | Hócsi-filmdíj                               | Legjobb film                   |                   | Elnyerte |
| 1996 | Hócsi-filmdíj                               | Legjobb férfi színész          | Jakuso Kódzsi     | Elnyerte |
| 1996 | Hócsi-filmdíj                               | Legjobb női mellékszereplő     | Vatanabe Eri      | Elnyerte |
| 1997 | Jokohamai filmfesztivál                     | Legjobb férfi színész          | Jakuso Kódzsi     | Elnyerte |
| 1997 | Jokohamai filmfesztivál                     | Legjobb női mellékszereplő     | Kuszamura Reiko   | Elnyerte |
| 1997 | Jokohamai filmfesztivál                     | Legjobb új tehetség            | Kuszakari Tamijo  | Elnyerte |
| 1997 | Jokohamai filmfesztivál                     | Legjobb rendező                | Szuo Maszajuki    | Elnyerte |
| 1997 | Kansasi filmkritikusok díja                 | Legjobb nem angol nyelvű film  |                   | Elnyerte |
| 1997 | Kék Szalag-díj                              | Legjobb férfi színész          | Jakuso Kódzsi     | Elnyerte |
| 1997 | Kék Szalag-díj                              | Legjobb női mellékszereplő     | Vatanabe Eri      | Elnyerte |
| 1997 | Kinema Dzsunpó-díj                          | Legjobb film                   |                   | Elnyerte |
| 1997 | Kinema Dzsunpó-díj                          | Legjobb férfi színész          | Jakuso Kódzsi     | Elnyerte |
| 1997 | Kinema Dzsunpó-díj                          | Legjobb női mellékszereplő     | Kuszamura Reiko   | Elnyerte |
| 1997 | Kinema Dzsunpó-díj                          | Legjobb új színésznő           | Kuszakari Tamijo  | Elnyerte |
| 1997 | Kinema Dzsunpó-díj                          | Legjobb forgatókönyv           | Szuo Maszajuki    | Elnyerte |
| 1997 | Kinema Dzsunpó-díj                          | Közönségdíj a legjobb filmnek  |                   | Elnyerte |
| 1998 | Las Vegas-i filmkritikusok díja             | Legjobb nem angol nyelvű film  |                   | Elnyerte |
| 1999 | Londoni filmkritikusok díja                 | Legjobb nem angol nyelvű film  |                   | Elnyerte |
| 1997 | Los Angeles-i filmkritikusok díja           | Legjobb nem angol nyelvű film  |                   | 2. díj   |
| 1997 | Mainicsi-filmdíj                            | Legjobb film                   |                   | Elnyerte |
| 1997 | Mainicsi-filmdíj                            | Legjobb férfi színész          | Jakuso Kódzsi     | Elnyerte |
| 1997 | Mainicsi-filmdíj                            | Legjobb női mellékszereplő     | Kuszamura Reiko   | Elnyerte |
| 1997 | Mainicsi-filmdíj                            | Legjobb rendező                | Szuo Maszajuki    | Elnyerte |
| 1997 | Mainicsi-filmdíj                            | Legjobb forgatókönyv           | Szuo Maszajuki    | Elnyerte |
| 1997 | Mainicsi-filmdíj                            | Közönségdíj a legjobb filmnek  |                   | Elnyerte |
| 1997 | NBR-díj                                     | Legjobb nem angol nyelvű film  |                   | Elnyerte |
| 1997 | New Yorik-i filmkritikusok díja             | Legjobb nem angol nyelvű film  |                   | 2. díj   |
| 1996 | Nikkan Szupócu-filmdíj                      | Legjobb film                   |                   | Elnyerte |
| 1996 | Nikkan Szupócu-filmdíj                      | Legjobb férfi színész          | Jakuso Kódzsi     | Elnyerte |
| 1996 | Nikkan Szupócu-filmdíj                      | Legjobb női mellékszereplő     | Kuszamura Reiko   | Elnyerte |
| 1998 | Online Filmes és Televíziós Egyesült díja   | Legjobb nem angyon nyelvű film |                   | Jelölés  |
| 1998 | Online filmkritikusok társaságának díja     | Legjobb nem angol nyelvű film  |                   | Elnyerte |
| 1997 | San Diegó-i filmkritikusok díja             | Legjobb nem angol nyelvű film  |                   | Elnyerte |
| 1998 | Satellite-díj                               | Legjobb nem angol nyelvű film  |                   | Elnyerte |
| 1997 | Seattle-i nemzetközi filmfesztivál          | A zsűri díja                   | Szuo Maszajuki    | Elnyerte |
| 1997 | Texasi filmkritikusok díja                  | Legjobb nem angol nyelvű film  |                   | Elnyerte |